# Zimbra

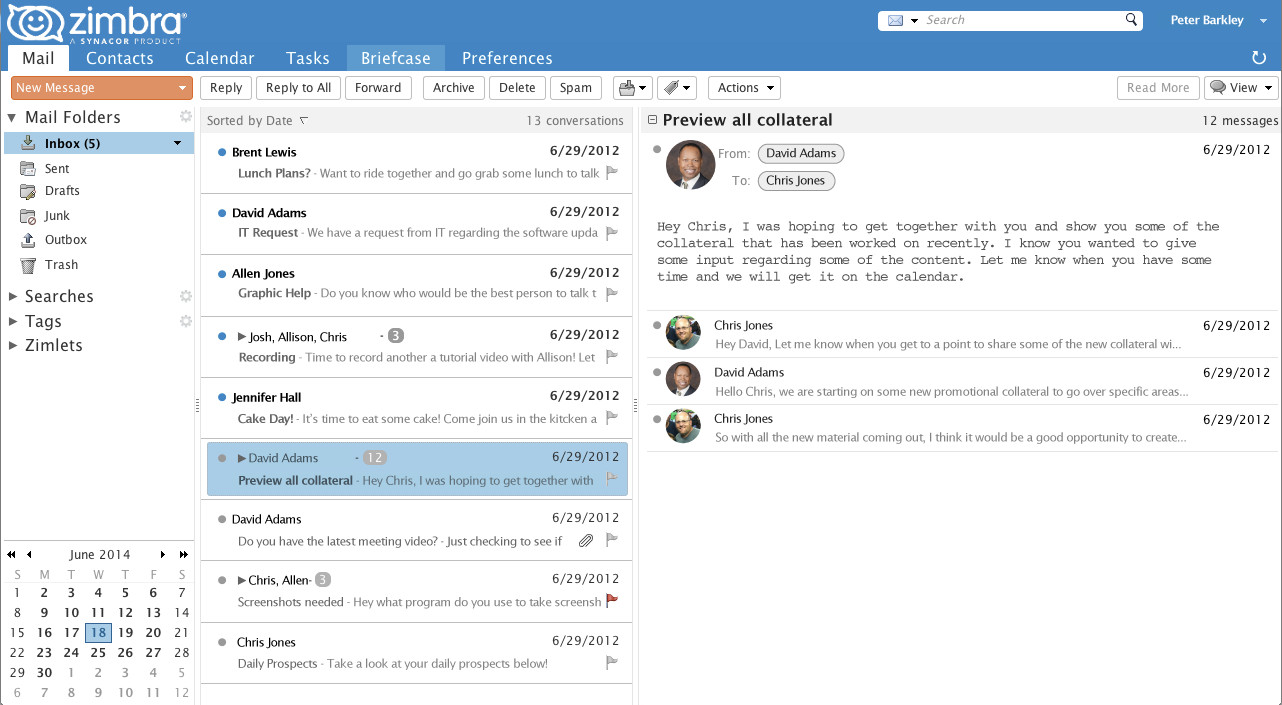
Poczta Zimbra

Zimbra (Zimbra Collaboration Suite, ZCS) – system pracy grupowej stworzony przez firmę Zimbra z Sunnyvale w Kalifornii, kupioną we wrześniu 2007 za 350 mln dolarów przez Yahoo, a w styczniu 2010 przez VMware. System zawiera komponenty serwerowe i klienckie. Dostępne są dwie wersje produktu: z otwartym kodem oraz serwisowana komercyjna (Zimbra Network Edition) z komponentami z zamkniętym kodem.
Funkcjonalnie system ten to Zimbra Server, Zimbra Web Client i Zimbra Desktop.

## Serwer
Serwer jest zbudowany w języku Java (Sun) w technologii serwletowej z zastosowaniem następujących rozwiązań z otwartym kodem: kontenera aplikacji sieciowych  Apache Tomcat, serwera poczty elektronicznej (MTA) Postfix, bazy MySQL, serwera usług katalogowych OpenLDAP i silnika wyszukiwania Lucene. Ma zaimplementowane otwarte standardy przemysłowe: SMTP, LMTP, SOAP, XML, IMAP, POP, iCal, CalDAV. Może być stosowany w modelu "oprogramowanie jako usługa" (SaaS). Zarządzanie serwerem odbywa się za pomocą konsoli sieciowej (webowej) bazującej na technologii AJAX.
Serwer może współpracować z takimi komercyjnymi klientami e-poczty jak Microsoft Outlook lub Apple Mail oraz z klientami bezpłatnymi otwartymi jak Mozilla Thunderbird czy Novell Evolution w zakresie synchronizowania e-maili, kontaktów (książek adresowych) i kalendarzy. Ponadto możliwa jest również natywna dwukierunkowa  synchronizacja z urządzeniami mobilnymi takimi jak BlackBerry i iPhone.
Dostępny jest w 19 wersjach językowych: arabskiej, chińskiej uproszczonej i tradycyjnej, duńskiej, niderlandzkiej, angielskiej brytyjskiej, amerykańskiej i australijskiej, francuskiej, niemieckiej, hindi, włoskiej, japońskiej, koreańskiej, polskiej, portugalskiej brazylijskiej, rosyjskiej, hiszpańskiej i szwedzkiej.
Serwer może być uruchomiony w systemach Linux oraz OS X.

## Klient
Klient sieciowy (webowy) (Zimbra Web client) jest zbudowany z wykorzystaniem technologii AJAX. Oferuje rozbudowaną intuicyjną obsługę i zarządzanie wiadomościami oraz wieloma książkami adresowymi łącznie z ich udostępnianiem, a także wydajne kalendarze współdzielone, zarządzanie w trybie bezpośrednim (on-line) dokumentami, integrację z komunikacją głosową, otwieranie załączników w trybie html bez uruchamiania macierzystych programów (jak np. MS Word czy Adobe Reader).
Klient e-poczty tradycyjny (Zimbra Desktop) jest samodzielną aplikacją obsługującą e-maile, kontakty, kalendarz i dokumenty z kluczowymi funkcjami, takimi jak w innych tego typu klientach (Outlook, Thunderbird itd.). Może pracować z serwerem Zimbra oraz każdym innym w zakresie protokołów POP3/IMAP4. Dostępne są wersje językowe takie same jak dla serwera.